# Puntius kelumi
Puntius kelumi és una espècie de peix d'aigua dolça de la família dels ciprínids i de l'ordre dels cipriniformes que viu al sud-oest de Sri Lanka. Es distingeix de la resta dels Puntius de Sri Lanka i de l'Índia peninsular pel fet de tenir l'última rajada de l'aleta dorsal llissa. Habita principalment les zones humides de rius que descendeixen de les muntanyes centrals a la transició cap a la plana costanera. Està en perill per la pol·lució causada per efluents d'agricultura i silvicultura.
L'espècie va ser descrita el 2008 per un equip dirigit pel taxonomista singalès Rohan Pethiyagoda, conegut per la seva contribució a la conservació de la biodiversitat.